# Claudio Giráldez González
Claudio Giráldez González (O Porriño, Pontevedra, 24 de febrer de 1988) és un exfutbolista gallec que va jugar de lateral esquerre i posteriorment fa d'entrenador de futbol, actualment al club de la Lliga Celta Vigo.

## Carrera de jugador
Nascut a O Porriño, Pontevedra, Galícia, Giráldez es va incorporar a la formació juvenil del Reial Madrid l'any 2001, procedent del Porriño Industrial de la seva ciutat natal. Va fer el seu debut com a sènior amb l'equip C durant la temporada 2006-07, a Tercera Divisió.
El 2007, després d'una aparició amb el filial de la Reial a Segona Divisió B, Giráldez es va traslladar a l'Atlètic de Madrid i va ser assignat a l'equip B també a la tercera divisió.
Giráldez va tornar a la seva regió d'origen el 2009, unint-se al Pontevedra, de Segona B. Va fitxar per l'Ourense al quart nivell el 28 de juliol de 2011, ajudant en el seu ascens a la tercera divisió en la seva primera temporada; va deixar aquest darrer club el maig de 2013.
El 17 de juny de 2013, Giráldez va acordar un acord amb el Coruxo al tercer nivell. Després de ser utilitzat amb moderació durant la campanya, va tornar al seu primer club Porriño el 2014, on va marcar vuit gols, el millor de la seva carrera durant la temporada 2015-16.
Giráldez va ajudar el Porriño en el seu ascens a la quarta divisió el 2018, i es va retirar l'any següent, amb 31 anys.

## Carrera com a entrenador
El 2015, quan encara era jugador, Giráldez també va ser nomenat entrenador de la plantilla Juvenil del Porriño Industrial. L'any següent es va incorporar a l'estructura del Celta, i va ser entrenador de les seves seleccions Cadet B, Cadet A i Juvenil B.
El 27 de juny de 2019, Giráldez va ser nomenat al capdavant del Gran Peña, l'equip de formació del Celta, i també va romandre entrenador del seu equip Juvenil B. El 10 d'agost de 2021 va ser nomenat entrenador de la Divisió Juvenil d'Honor.
El 2 de juliol de 2022, Giráldez va substituir Onésimo Sánchez al capdavant de l'equip B del Celta; el club va anunciar oficialment el seu nou paper deu dies després. En la seva primera temporada al capdavant del B, a Primera Federació, els va conduir als play-offs, perdent a les semifinals davant l'eventual vencedor Eldense.
El 12 de març de 2024, Giráldez va ser nomenat entrenador del primer equip del Celta, en substitució de Rafael Benítez. El seu primer partit professional a càrrec va tenir lloc cinc dies després, i el seu equip va guanyar 2-1 el Sevilla.